# آخرین بیشینه یخچالی

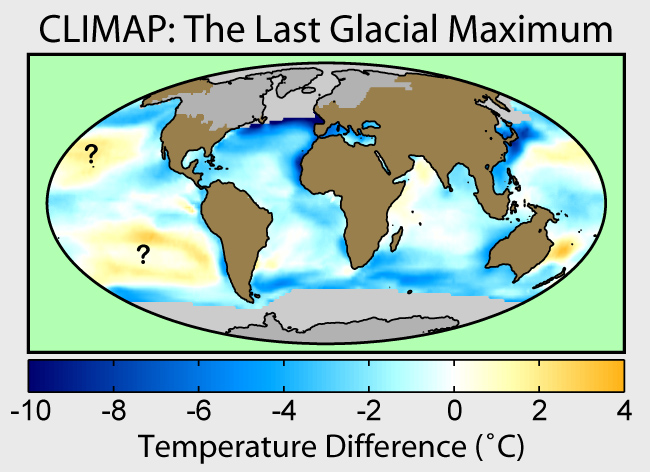
نقشه تغییرات دمای سطح دریاها و گسترش یخچال‌ها طی آخرین بیشینه یخچالی.

آخرین بیشینه یخچالی (انگلیسی: Last Glacial Maximum) که به اختصار LGM نیز نامیده می‌شود، آخرین دوره در تاریخ اقلیمی کره زمین طی آخرین عصر یخبندان بود و به زمانی گفته می‌شود که یخسارها در بیشینه گسترش خود بودند. پیشروی یخسارها باعث گسترش حداکثری آن‌ها در ۲۵۶۰۰سال پیش شد. پسروی یخچال‌ها در نیم‌کره شمالی از حدود ۱۹۰۰۰ سال پیش و در جنوبگان از حدود ۱۴۵۰۰ آغاز شد که این روند با شواهدی که نشان‌دهنده افزایش ناگهانی سطح آب دریاها در ۱۴۵۰۰ سال پیش است، سازگاری دارد. در این زمان صفحات یخی وسیع بخش بزرگی از آمریکای شمالی، شمال اروپا و آسیا پوشانده بودند. این یخسارها به‌طور گسترده بر روی اقلیم کره زمین اثر گذاشته و باعث خشک‌سالی، بیابان‌زایی و افزایش قابل‌توجه سطح آب دریاها شد.